# Haut-Demerara-Berbice
Le Haut-Demerara-Berbice (Région 10) en anglais Upper Demerara-Berbice  est l'une des régions du Guyana. Elle est bordée au nord par les régions de Îles d'Essequibo-Demerara Occidental, Demerara-Mahaica et Mahaica-Berbice, à l'est par celle de  Berbice Oriental-Courantyne  et par les régions de Potaro-Siparuni et Cuyuni-Mazaruni à l'ouest.

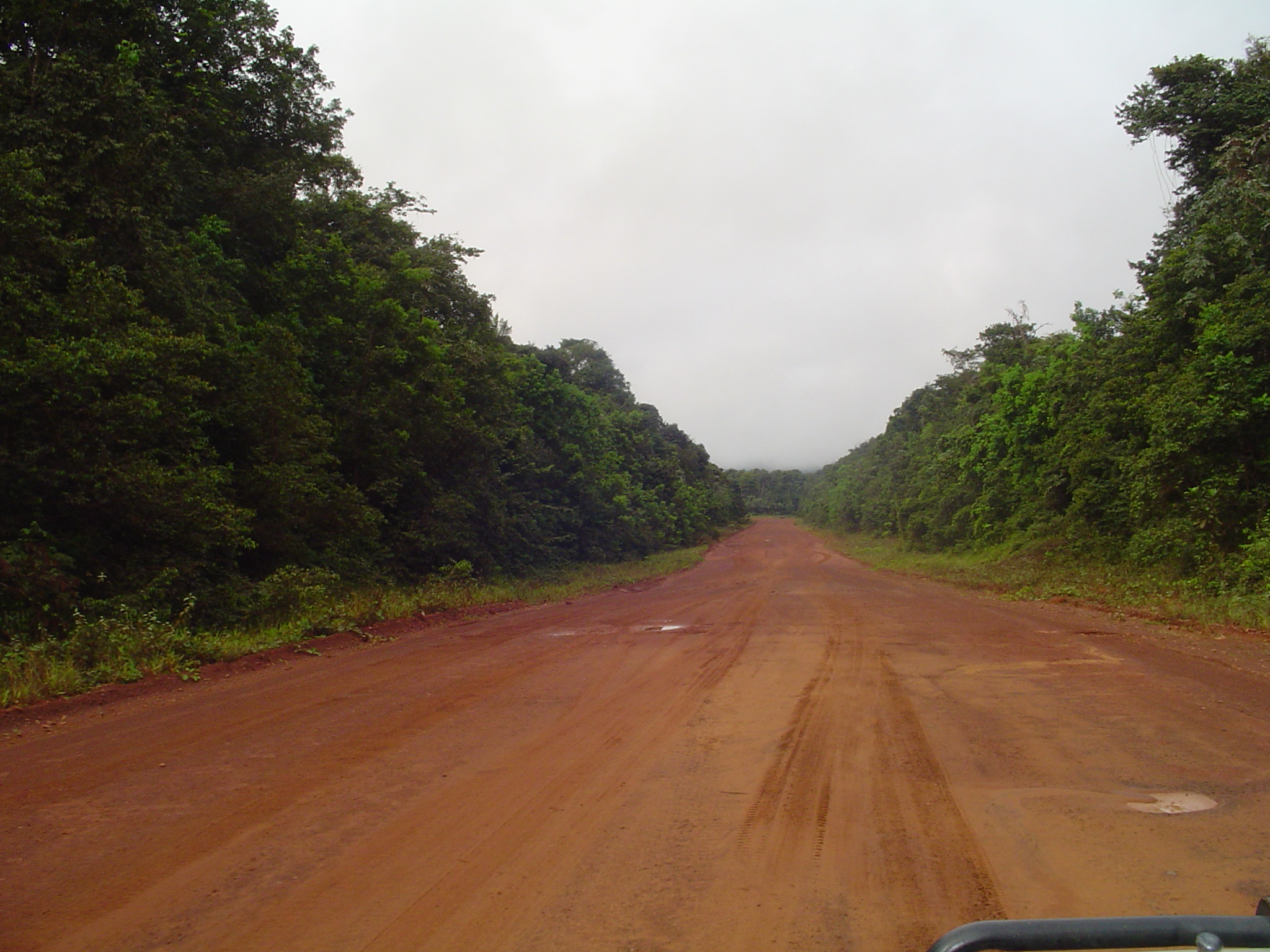
Chemin Mabura au sud de Linden, Guyane

La région compte 41112 habitants, le centre administratif régional et second plus grand centre urbain du pays est Linden, les autres localités d'importance sont Ituni, Kalkuni, Kwakwani, Kurupakari, Rockstone et Takama.